# Can Batllem
Can Batllem és una obra de Forallac (Baix Empordà) protegida com a Bé Cultural d'Interès Local.

## Descripció
Gran edifici de planta rectangular i coberta de teula a dues vessants. Presenta com a elements més remarcables la galeria d'arcs de mig punt amb baranes de balustres i els espais interiors, tant els de la planta baixa (vestíbul amb coberta de maó de pla, gran cuina, celler, ...), com els de la planta noble, on es conserven dues sales amb notable decoració pintada del S.XIX.